# Електронна търговия
Електронната търговия (на английски: e-commerce (икомерс) или онлайн търговия (на английски: electronic commerce) се състои в купуването и продаването на продукти и услуги чрез електронни системи като Интернет. Онлайн търговията използва глобалната мрежа и уеб страници, като може да използва и други технологии като имейли или мобилни приложения.
Обемът на търговията, която се осъществява електронно, първоначално нараства с широкото разпространение на Интернет, както и развитието на уеб технологиите, както и функционалността на мобилните приложения, които могат да бъдат специфично фокусирани върху определени продукти и услуги.
Пандемията от Ковид 19 е пагубна за развитието на редица бизнеси. Много хора остават без работа, а някои собственици на търговски обекти и ресторанти са принудени да затворят завинаги. Един от отраслите, който не само че не пострада, а преживя своя възход, беше онлайн търговията.

## Регулации
Според българския Закон за електронната търговия електронна търговия е предоставянето на услуги на информационното общество, т.е. такива услуги, които обикновено са възмездни и се предоставят чрез електронни средства след изрично изявление от страна на получателя на услугата. При тези услуги всяка от страните използва устройства за електронна обработка, включително цифрово компресиране и съхраняване на информацията, като услугата изцяло се осъществява чрез използване на проводник, радиовълни, оптичен кабел или други средства за пренос на електромагнитни вълни.

## Онлайн пазаруване
Онлайн пазаруването е форма на електронна търговия, която позволява на потребителите да купуват стоки или услуги онлайн, използвайки даден уеб браузър или мобилно приложение.
За да се улесни глобалната търговия възникват различни схеми за електронни пари. Подобни схеми предлагат конкретни решения за преодоляване на риска, свързан с доверие, информационна сигурност, международни финанси и други фактори, криещи несигурност.

## Ползи
Онлайн магазините разполагат с много по-богат асортимент от продукти в сравнение с физическите магазини. Площта на някои търговски обекти не позволява на собствениците да изложат мостри на всичко налично. В този случай онлайн продажбите са улеснение, както за клиента, така и за търговеца.
Пазаруването от интернет става бързо и лесно, без да има нужда от транспорт физически до магазина. Това спестява време и усилия на клиента.
Много магазини правят промоционалните си оферти в онлайн средата, отколкото във физическата, защото така се възползват максимално, като достигат до повече хора. Това от своя страна прави онлайн пазаруването доста по-икономично за клиента.
Търсенето на най-добрата цена става изключително лесно. Повечето сайтове имат пригодени различни филтри за оптимално търсене на продукти, с които бързо може да откриете най-изгодните оферти.

## Тенденции и влияние
Доверието е един от основните фокуси на специалистите по електронна търговия. В традиционната търговия голяма част от механизмите за изграждане на доверие са свързани с формата на комуникация между участниците – средства, свързани с контакта лице в лице. При отдалечения достъп (в условията на интернет, например) много от традиционните механизми за установяване на доверие между участниците не съществуват. Затова се използват варианти, които да подсилят останалите или да въведат нови механизми за изграждане на доверие.
Поради възникналата пандемична обстановка, електронната търговия се превръща в необходим фактор за поддържане на някои от икономическите и социални дейности.

## Форми на онлайн търговия
Съществуват различни форми на електронна търговия според това какви са участниците в нея, широко използвани са видовете:
- B2C – business to customer, или бизнес към клиент, представител на който са класическите онлайн магазини, базирани на каталожна търговия.
- B2B – business to business, или бизнес към бизнес, например когато фирми интегрират информационните си системи, за да автоматизират обмена на стоки и информация помежду им.
- C2C – customer to customer, или клиент към клиент, схеми, където търговията се осъществява между потребители на платформа, а доставчикът на платформата само осигурява инфраструктурата, често срещу такса.
- B2G – business to government, или бизнес към правителство, където компании предлагат услуги на правителството с необходимите за целта специфики, напр. прозрачност.